# Lluc Salellas
Lluc Salellas Vilar (Gerona, 31 de diciembre de 1984) es un periodista y politólogo español, alcalde de la ciudad de Gerona desde 2023. Desde 2016 es también miembro del secretariado nacional de la CUP, reelegido como independiente en febrero de 2018.

## Biografía
Descendiente de una familia de payeses, es hijo de Sebastià Salellas y hermano de Benet Salellas, ambos abogados.

### Trayectoria política
Fue cabeza de lista de la concejalía de Gerona por la Candidatura de Unidad Popular en las elecciones en el Parlamento de Cataluña del año 2012, año en que esta formación política se presentaba por primera vez a unas elecciones en el Parlamento y lograba tres concejales por Barcelona pero ninguno por Gerona, Tarragona y Lérida.
En las elecciones municipales de 2015 fue elegido concejal de Gerona como número dos de la lista de la candidatura CUP-Llamamiento por Gerona junto con Laia Pèlach como cabeza de lista, Ester Costa y Toni Granados.
En 2016 fue elegido miembro del Secretariado Nacional de la CUP responsabilidad para la que fue reelegido como candidato independiente con 583 votos en febrero de 2018.
Tras las elecciones municipales de 2023 el 17 de junio de 2023 fue elegido alcalde de Gerona con los apoyos de Junts per Catalunya y Esquerra Republicana de Catalunya.

## Publicaciones
- El franquismo que no se va (en catalán: El franquisme que no marxa) (2015) un libro sobre el franquismo que sobrevivió a la transición española.[8]
- La rebel·lió catalana: cinc veus sobre el procés i el futur d'Europa (2017) Pagès Editors.[1]